# Чебоксарский уезд
Чебокса́рский уе́зд (чув. Шупашкар уесĕ) — административно-территориальная единица Казанской губернии, Чувашской АО и Чувашской АССР, существовавшая в 1727—1927 годах. Уездный город — Чебоксары (со 2 апреля 1921 года до упразднения уезда — Мариинский Посад):35, 191.

## География
Чебоксарский уезд был расположен в середине западной части Казанской губернии. Река Волга разделяла уезд на две части, правобережье уезда напоминало вытянутый от северо-запада к юго-востоку четырёхугольник. Левобережная часть представляла собой два отруба, разделённые друг от друга узкой полосой Царевококшайского уезда, который врезался в Чебоксарский уезд клином. Площадь уезда в 1897 году была 3 696,7 вёрст² (4,2 тыс. км²), что составляло 6,6 % от общей площади Казанской губернии, в 1926 году — 3 268 км².

## История

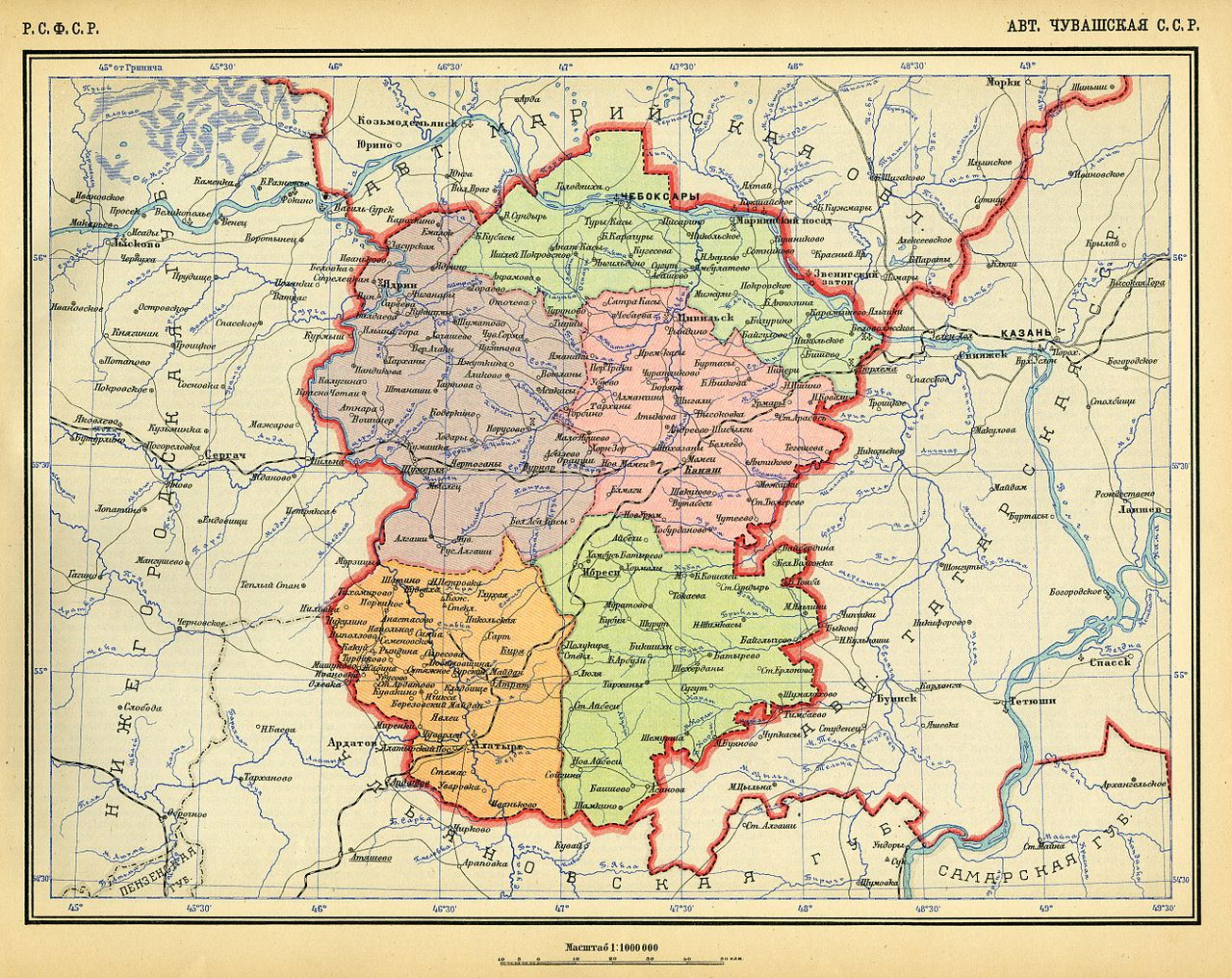
Чебоксарский уезд в составе Чувашской АССР

Чебоксарский уезд известен с допетровских времён.

Первоначально вся левобережная часть бывшего Казанского ханства вошла в Казанский уезд, правобережная — в Свияжский, но вскоре, возможно, даже с 1553 г. и определенно с 1555 г., из последнего выделился Чебоксарский уезд. Каждый уезд подчинялся непосредственно Москве, был самостоятельным в отношении друг к другу: Свияжск и Чебоксары не подчинялись Казани, Чебоксары не подведомственны были Свияжску, как и Свияжск Чебоксарам.
— Чувашия в эпоху феодализма:68-69
В 1708 году уезд был упразднён, а город Чебоксары отнесён к Казанской губернии. В 1719 году, при разделении губерний на провинции, отнесён к Свияжской провинции. В 1727 году уезд в составе Казанской провинции был восстановлен. В 1781 году уезд отнесён к Казанскому наместничеству, которое в 1796 году стало именоваться Казанской губернией.
18 июня 1920 года Чебоксарский уезд был передан в Нижегородскую губернию.
24 июня 1920 года уезд вошёл в состав вновь образованной Чувашской АО, к нему были присоединены Акрамовская, Сюндырская, Татар-Касинская и Янгильдинская волости Козьмодемьянского уезда Нижегородской губернии.
30 июля 1921 года город Чебоксары получил статус города республиканского (АССР) подчинения.
28 октября 1921 года Помарская и Помъяловская волости Чебоксарского уезда отошли к Краснококшайскому кантону Марийской АО.
Постановлением облисполкома от 26 марта 1921 года уездный центр Чебоксарского уезда, ввиду нехватки зданий для одновременного размещения и областных, и уездных учреждений, был перенесён из Чебоксар в Мариинский Посад:35.
С 21 апреля 1925 года уезд — в составе Чувашской АССР.
1 октября 1927 года Чебоксарский уезд был упразднён, а на его территории образован Чебоксарский район. 

## Лица
- Золотницкий, Николай Иванович (1829—1880) — основоположник чувашского научного языкознания, тюрколог-компаративист, этнограф, педагог, общественный деятель.
- Ефимов, Иван Ефимович (1896—1975) — Секретарь уездного комитета РКП(б) — август 1918- ??
- Соснин, Яков Павлович (6.05.1889 — 1.03.1986) — Председатель уездного комитета РКП(б)— 1918—1919

## Административное деление
С XVII века до 1781 года уезд составляли Алгашинская, Ишаковская, Ишлеевская, Кинерская, Кувшинская, Сугутская, Туруновская, Чемуршинская, Ширданская волости (с чувашским населением) и Подгородний стан (с русским населением). 

В 1890 году в состав уезда входило 11 волостей:
| № п/п | Волость               | Волостное правление | Число селений | Население |
| ----- | --------------------- | ------------------- | ------------- | --------- |
| 1     | Акулевская            | с. Акулево          | 43            | 8279      |
| 2     | Алым-Касинская        | с. Яндашево         | 35            | 6628      |
| 3     | Богородская           | с. Беловолжское     | 25            | 12286     |
| 4     | Воскресенская         | с. Бичурино         | 48            | 14821     |
| 5     | Никольская            | с. Никольское       | 28            | 11183     |
| 6     | Покровская            | с. Покровское       | 44            | 11852     |
| 7     | Помарская             | с. Помары           | 33            | 7348      |
| 8     | Помьяльская           | с. Кужмары          | 26            | 5702      |
| 9     | Посадско-Сотниковская | Мариинский посад    | 33            | 10034     |
| 10    | Тогашевская           | д. Кугесово         | 30            | 7207      |
| 11    | Чебоксарская          | г. Чебоксары        | 52            | 8441      |

В 1913 году в уезде также было 11 волостей.

## Население
По V ревизии, проведённой в 1795 году, в Чебоксарском уезде проживали 65452 человека обоего пола (31920 мужчин, 33632 женщины), из них городское население составляли 4687 человек (2217 мужчин, 2470 женщин), сельское — 60765 (29603 мужчины, 31162 женщины):403.
По переписи 1897 года — 127,3 тысяч жителей. В том числе чуваши — 66,5 %, русские — 18,7 %, марийцы — 12,0 %, татары — 2,7 %. В уездном городе Чебоксары проживало 4738 человек.
По итогам всесоюзной переписи населения 1926 года население уезда составило 191 561 человек, из них городское — 13 427 человек.
Многие селения, особенно инородческие, существуют уже несколько столетий. Местами, например, вблизи сёл Абашево и Чурашево (в западной части нагорной стороны бывшего уезда), встречаются курганы и развалины старинных булгарских городов.

## Экономика
Основное занятие населения — земледелие. К 1774 году насчитывалось 17 винокуренных заводов. Известно о существовании кожевенных и салотопенных предприятий. С середины XIX века уезд специализировался на торговле продукцией сельского хозяйства и лесом; в 1870 году с 10 пристаней уезда отправлено 47 судов с 1678,3 тысяч пудов груза и 149 плотов. В 1900 году работали 1 винокуренный, 5 вароваренных и скипидарных заводов, 4 лесопилки, 1 механический завод, в 1914 году — 16 предприятий по обработке растительных продуктов общей производительностью в 336,4 тыс. рублей, 2 предприятия по обработке ископаемых продуктов (производительность 4 тыс. руб.), 23 мелких предприятия.